# Donji Bunibrod
Donji Bunibrod (em cirílico: Доњи Буниброд) é uma vila da Sérvia localizada no município de Leskovac, pertencente ao distrito de Jablanica, na região de Jablanica. A sua população era de 555 habitantes segundo o censo de 2002.

## Demografia
| 1948 | 1953 | 1961 | 1971 | 1981 | 1991 | 2002 | 2011 |
| ---- | ---- | ---- | ---- | ---- | ---- | ---- | ---- |
| 755  | 748  | 745  | 739  | 696  | 678  | 644  | 555  |